# Floyd Patterson
Pour les articles homonymes, voir Patterson.
Floyd Patterson est un boxeur américain né le 4 janvier 1935 à Waco, Caroline du Nord, et mort le 11 mai 2006 à New Platz, New York. Champion olympique aux Jeux d'Helsinki en 1952, il fut en 1956 le premier champion olympique à devenir champion du monde des poids lourds et le plus jeune champion du monde de l'histoire dans cette catégorie, record qu'il conservera durant 30 ans. En 1960, il deviendra le premier boxeur à reconquérir le titre de champion du monde des poids lourds.

## Carrière

### Carrière amateur
Floyd Patterson démarre la boxe à l'âge de 14 ans. Trois ans plus tard, en 1952, il devient Champion olympique des poids moyens à Helsinki, remporte le championnat national amateur et les Golden Gloves de New-York. Il est alors repéré par l'entraineur Cus d'Amato. Sa carrière amateur est de 40 victoires pour 4 défaites.

### Mi-lourd
Floyd Patterson effectue son premier combat professionnel le 12 septembre 1952 en poids mi-lourds. Il bat plusieurs boxeurs reconnus comme le boxeur canadien et futur champion du commowealth Gordon Wallace en juin 1953, ou le champion du canada Yvon Durelle en février 1954 et l'année suivante lors de leur combat revanche.
Il ne connaît qu'une défaite (aux points en 8 rounds) en mi-lourds, contre l'ancien champion du monde Joey Maxim en juin 1954. Cus d'Amato révèle néanmoins publiquement que le but de Floyd Patterson à terme est de se battre pour le titre de champion du monde poids lourds. Patterson effectuera le 6 juillet 1955 son dernier combat en mi-lourds, y affichant un palmarès de 23 victoires dont 15 par KO, et 1 défaite.

### Champion du monde des poids lourds
Le 8 juin 1956, Patterson bat Tommy Jackson par décision partagée des juges en combat éliminatoire pour le titre de champion du monde des lourds, vacant depuis la retraite de Rocky Marciano. Le championnat du monde des poids lourds a lieu le 30 novembre 1956, Floyd Patterson y affronte le vétéran Archie Moore, 43 ans, champion du monde en titre des poids mi-lourds qui tente de conquérir le titre en poids lourds. Moore est donné favori à 9 contre 5, mais Patterson domine le combat et envoie Moore à terre à la 5e reprise. Il devient le 1er champion olympique à devenir champion du monde poids lourds, et, âgé de 21 ans et 10 mois, il est alors également le plus jeune champion du monde des poids lourds de l'histoire, un record qu'il conserve jusqu'en 1986.
Patterson défend son titre à quatre reprises : il accorde une revanche à Tommy Jackson qu'il bat par KO technique en 10 reprises. Il bat par KO le champion olympique Pete Rademacher, la ceinture étant en jeu malgré le fait que ce dernier dispute son premier combat professionnel. Patterson bat ensuite Roy Harris, précédemment invaincu en 23 combats et qui ne répond pas à l'appel du 13e round, et Brian London par KO au 11e round.

### Floyd Patterson contre Ingemar Johansson I, II et III
Le 26 juin 1959, Floyd Patterson combat le challenger N°1, le suédois invaincu en 21 combats Ingemar Johansson. Patterson part favori à 5 contre 1, mais est envoyé à terre sept fois dans la 3e reprise et perd le titre. Patterson, honteux, ira jusqu'à se déguiser pour sortir dans la rue.
La revanche est organisé le 20 juin 1960, Johansson part désormais favori, mais Patterson l'emporte cette fois par KO au 5e round, devenant le premier champion du monde poids lourds de l'histoire à reconquérir le titre. Leur 3e affrontement a lieu le 13 mars 1961. Patterson est envoyé à terre deux fois et Ingemar Johansson une fois dans le seul premier round. Dans le 6e round, Patterson envoie son adversaire à terre qui tente de se relever mais retourne à terre et perd le combat, qui sera nommé combat de l'année 1960 par Ring Magazine.

### Floyd Patterson contre Sonny Liston I et II
Après avoir défendu victorieusement sa ceinture en battant Tom McNeeley, précédemment invaincu en 23 combats, le 4 décembre 1961, Patterson souhaite affronter le challenger N°1 Sonny Liston mais son entraineur Cus d'Amato s'y oppose, pensant que Patterson ne peut pas le battre, Liston étant considéré comme un redoutable puncher. Patterson se sépare de d'Amato pour affronter Liston. 

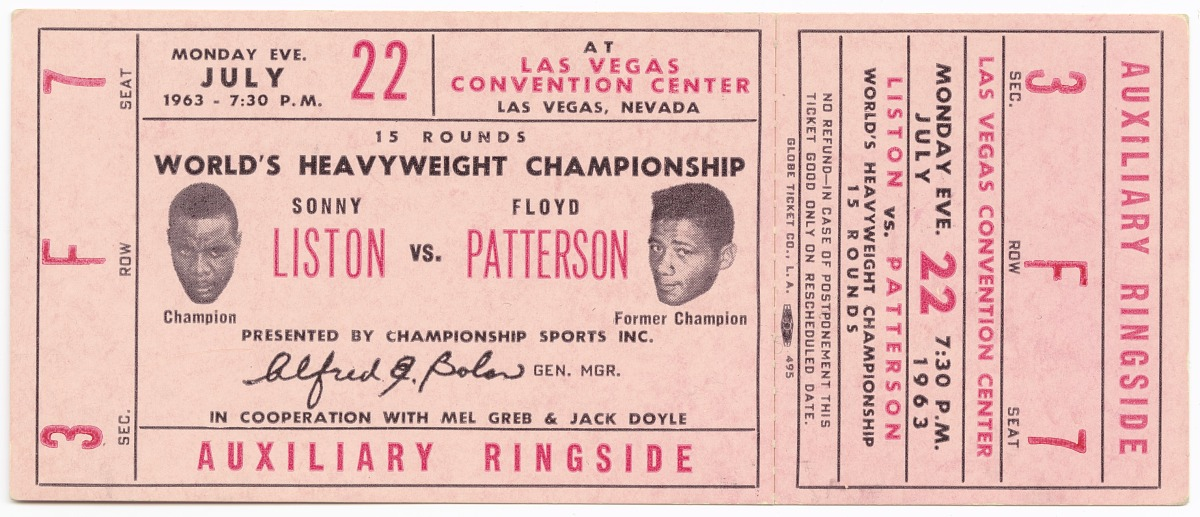
Ticket du combat entre Sonny Liston et Floyd Patterson le 22 juillet 1963

Néanmoins, le 25 septembre 1962, il perd son titre, Sonny Liston le battant par KO en 2 minutes et 6 secondes. Patterson perdra la revanche le 22 juillet 1963 en un temps similaire : 2 minutes et 10 secondes.

### Floyd Patterson contre Mohamed Ali
Patterson entre alors en dépression mais une série de victoires contre des boxeurs bien classés en 1964 et 1965 le remettent en vue, il bat notamment Eddie Machen le 5 juillet 1964, et George Chuvalo le 1er février 1965, dans ce qui sera nommé combat de l'année 1965 par Ring Magazine.
Le 16 septembre 1965, Floyd Patterson signe pour affronter le nouveau champion du monde des poids lourds, Mohamed Ali . Surnommé "le lapin" par Ali, disant que Patterson est effrayé comme un lapin, ce dernier pourrait devenir le premier boxeur à conquérir une troisième fois le titre de champion du monde poids lourds, mais il est dominé par Ali, et l'arbitre arrête le combat dans la 12e reprise, disant que la punition que prenait Patterson était douloureuse à voir.

### Nouvelle tentative de reconquérir le titre
Patterson continue à boxer. Il bat entre autres le champion britannique Henry Cooper le 20 septembre 1966, mais dans le tournoi éliminatoire pour la ceinture de champion du monde que la fédération a retiré à Mohamed Ali, il est battu par Jerry Quarry. Le champion Jimmy Ellis lui accordera un match pour la ceinture le 14 septembre 1968, mais Patterson perdra aux points à l'issue des 15 reprises, dans une salle qui huera la décision. Il s'agira du dernier combat de Floyd Patterson pour le titre de champion du monde, qui ne combattra pas pendant deux ans.

### Retour
Deux ans presque jour pour jour après sa défaite contre Ellis, le 15 septembre 1970, il remonte sur le ring. Il remporte neuf victoires consécutives durant les deux années suivantes, inclus des succès contre les challengers mondiaux Terry Daniels, Oscar Bonavena, ou Pedro Agosto. Le 20 septembre 1972, il affronte une nouvelle fois Mohamed Ali, mais il doit abandonner à l'issue du 7e round. A 37 ans, il se retire des rings.

## Techniques de boxe
Floyd Patterson est l'inventeur du Gazelle Punch, crochet lancé avec une propulsion sur les jambes, souvent utilisé comme contre lors d'une esquive d'un coup de poing à la tête en se baissant et en pivotant ses jambes pour se positionner et utiliser ses jambes afin de se propulser et asséner ce coup de poing généralement au niveau du menton.
Il est aussi l'auteur en collaboration avec Bert Randolph Sugar de Basic boxing skills sous-titré A Step-By-Step Illustrated Introduction To The Sweet Science, un livre sur les bases techniques de la boxe, illustré de dessins et de photographies en noir et blanc.

## Distinctions
- Floyd Patterson est élu boxeur de l'année en 1956 et 1960 par Ring Magazine.
- Patterson - Johansson II est élu combat de l'année en 1960.
- Patterson - Chuvalo est élu combat de l'année en 1965[11].
- Il est membre de l'International Boxing Hall of Fame depuis 1991.

## Acteur
- 1968 : Les Mystères de l'Ouest (The Wild Wild West), (série TV) - Saison 4 épisode 3, La Nuit de l'Engin mystérieux (The Night of the Juggernaut), de Irving J. Moore : Lyle Dixon
- 1969 : Daniel Boone (1 Épisode - The Road to Freedom) : George Hill